# Redundantie (informatietheorie)
Redundantie in de informatietheorie is een maat voor het aantal overbodige tekens dat een boodschap bevat. Het begrip is dan ook nauw verwant aan het woord redundant, wat overbodig betekent. Het blijkt logisch dat men voor technische toepassingen de redundantie probeert te minimaliseren. Zo wil men bijvoorbeeld dat een foto niet te veel geheugen van een computer in beslag neemt. De redundantie wordt vaak opgesplitst tussen waarschijnlijkheids- en afhankelijkheidsreduntie.

## Discrete informatiebron
Een discrete informatiebron zendt opeenvolgende symbolen uit. Deze symbolen komen uit het bronalfabet A De totale redundantie R in een boodschap M wordt nu gedefinieerd als
{\displaystyle R_{t}=1-{\frac {H(M)}{max(H(M))}}}
Waarbij 
- H(M) de hoeveelheid informatie in de boodschap voorstelt.
- max(H(M)) de maximale hoeveelheid informatie die een even lange boodschap die gebruikmaakt van hetzelfde bronalfabet kan bevatten voorstelt.

### Waarschijnlijkheidsredundantie
De informatiebron zendt ieder bronsymbool {\displaystyle a_{i}} met een respectievelijke waarschijnlijkheid {\displaystyle p_{i}} uit. De gemiddelde hoeveelheid informatie in één enkel symbool uit A, H(A), wordt nu gegeven door: {\displaystyle H(A)=-\sum _{i=1}^{n}p_{i}*log_{2}(p_{i})} Het blijkt dat deze uitdrukking maximaal is wanneer alle symbolen even waarschijnlijk zijn. Uit het toepassen van de definitie volgt de waarschijnlijkheidsredundantie. 
{\displaystyle R_{w}=1-{\frac {H(A)}{max(H(A))}}}. 
Voor een geheugenloze informatiebron, dit wil zeggen dat twee opeenvolgende symbolen onafhankelijk zijn, is de waarschijnlijkheidsredundantie gelijk aan de totale redundantie. 

### Afhankelijkheidsredundantie
De afhankelijkheidsredundantie is het deel van de redundantie dat wordt veroorzaakt door het feit dat opeenvolgende symbolen elkaar beïnvloeden. (Zo volgt er in het Nederlands na de Q bijna altijd een U, deze U biedt geen extra informatie. Ze neemt namelijk geen onzekerheid weg.) In dit geval is het signaal dat de informatiebron uitzendt een markov-keten. De afhankelijkheidsredundantie {\displaystyle R_{a}} wordt nu gegeven door
{\displaystyle R_{a}=1-H(M)/maxH(M)}
Hierbij is:
- {\displaystyle R_{a}} de afhankelijkheidsredundantie
- H(M) de hoeveelheid informatie in de boodschap.
- maxH(M) is hierbij de hoeveelheid informatie wanneer de bron geheugenloos wordt verondersteld. Dit is dus gelijk aan H(A).

### Totale redundantie
De totale redundantie wordt nu gegeven door:
{\displaystyle R_{a}=1-(R_{a}-1)*(R_{w}-1)}

## Analoge informatiebronnen
Om voor een analoge informatiebron de redundantie te berekenen is het noodzakelijk om een begrenzing op het signaal te stellen. Zo kan men er bijvoorbeeld voor kiezen om het signaal in amplitude te begrenzen. 
Voor analoge signalen is de definitie van de totale redundantie gelijkaardig. 
{\displaystyle R_{t}=1-{\frac {H(A)}{max(H(A))}}}
- {\displaystyle R_{t}} is de totale redundantie
- H(A) is de gemiddelde hoeveelheid informatie per bemonstering
- max(H(A)) is de maximale hoeveelheid informatie die de bron kan genereren binnen de gegeven begrenzing.

## Redundantie minimaliseren
Veel coderingsalgoritmes (bijvoorbeeld huffmancodering) hebben als doel de redundantie in een boodschap te minimaliseren. Men wil namelijk zo weinig mogelijk overbodige tekens opslaan of verzenden. Anderzijds is het soms noodzakelijk om overbodige tekens te hebben. Dit wordt duidelijk in geschreven communicatie. Wanneer er een tikfuot (sic) wordt gemaakt kan de ontvanger de boodschap toch decoderen. Als er geen enkele vorm van redundantie zou zijn, dan zou een tikfout leiden tot een zin met verschillende betekenis.